# Матушка Гусыня
Ма́тушка Гусы́ня (англ. Mother Goose; фр. Ma Mère l’Oye; нем. Mutter Gans) — персонаж французской и англо-американской детской литературы, в частности сказок, стихов, считалок и т. п.
Под такими названиями как «Сказки Матушки Гусыни» или «Стишки Матушки Гусыни» в мире, начиная с XVII века, вышло несколько литературных сборников, ставших знаменитыми. Одним из первых таких сборников стала книга сказок Шарля Перро (1697). Широкую известность получил сборник из пятидесяти двух классических детских стихотворений (nursery rhymes), выпущенный в Англии в 1760 г. под названием «Мелодии Матушки Гусыни».
Отдельные сюжеты из «Сказок Матушки Гусыни» упоминаются в книгах об Алисе Льюиса Кэрролла, об ослике Мафине Энн Хогарт, в «Мэри Поппинс» Памелы Трэверс.

## Прототип Матушки Гусыни
Во Франции считают что источником образа Матушки Гусыни стало предание о Берте Большеногой. Это героиня мифов, соответствующая исторической личности — матери Карла Великого Бертраде Лаонской.
Свое прозвище женщина получила из-за сильного плоскостопия.
В США загадочный персонаж стал ассоциироваться с Матушкой Хаббард — героиней из английского фольклора. Сами же американцы полагают, что прототипом добросердечной расказчицы выступила Элизабет Фостер Гуз, жившая в Бостоне. Став второй женой Айзека Гуза, у которого на момент свадьбы уже было 10 детей, женщина родила еще шестерых.
После смерти супруга Элизабет переехала к старшей дочери, чтобы помогать в воспитании внуков. Каждый день она пела малышам песенки собственного сочинения. Позже один из сыновей решил увековечить ее устное творчество и создал сборник стихов. Правда, доказательств существования этой публикации так и не было предоставлено.
В Англии прижилась версия о пожилой женщине, которая продавала цветы на улицах Оксфорда. Она между делом распевала смешные песенки нелепого содержания.
История прототипа Матушки Гусыни и сегодня вызывает немало споров, и найти доказательства той или иной теории уже очень трудно.